# خط عرض 16° جنوب
خط عرض 16° جنوب هي إحدى دوائر العرض الجغرافية، وهي دوائر وهمية تحيط بالكرة الأرضية، وموازية لخط الاستواء، وتتميز هذه الدائرة بأن الأراضي الواقعة عليها تنتمي للمنطقة المدارية الحارة.

## حول العالم
خط عرض 16° جنوب يبدأ من خط الزوال الأولي ويتجه شرقا ويمر عبر:
| الإحداثيات                           | البلد أو الإقليم أو البحر | ملاحظات |
| ------------------------------------ | ------------------------- | --- |
| 16°0′S 0°0′E / 16.000°S 0.000°E      | المحيط الأطلسي            | |
| 16°0′S 11°48′E / 16.000°S 11.800°E   | أنغولا                    | |
| 16°0′S 22°0′E / 16.000°S 22.000°E    | زامبيا                    | |
| 16°0′S 28°53′E / 16.000°S 28.883°E   | زيمبابوي                  | |
| 16°0′S 30°25′E / 16.000°S 30.417°E   | موزمبيق / زيمبابوي border | |
| 16°0′S 30°55′E / 16.000°S 30.917°E   | موزمبيق                   | لحوالي 20 km |
| 16°0′S 31°6′E / 16.000°S 31.100°E    | زيمبابوي                  | لحوالي 9 km |
| 16°0′S 31°11′E / 16.000°S 31.183°E   | موزمبيق                   | |
| 16°0′S 34°22′E / 16.000°S 34.367°E   | مالاوي                    | |
| 16°0′S 35°49′E / 16.000°S 35.817°E   | موزمبيق                   | |
| 16°0′S 40°7′E / 16.000°S 40.117°E    | المحيط الهندي             | قناة موزمبيق |
| 16°0′S 45°9′E / 16.000°S 45.150°E    | مدغشقر                    | |
| 16°0′S 49°41′E / 16.000°S 49.683°E   | المحيط الهندي             | مرورا بجنوب جزيرة تروملين, أراض فرنسية جنوبية وأنتارتيكية · مرورا بشمال Albatross Island, موريشيوس |
| 16°0′S 124°29′E / 16.000°S 124.483°E | أستراليا                  | أستراليا الغربية إقليم شمالي (أستراليا) |
| 16°0′S 137°12′E / 16.000°S 137.200°E | خليج كاربنتاريا           | |
| 16°0′S 141°24′E / 16.000°S 141.400°E | أستراليا                  | كوينزلاند |
| 16°0′S 145°26′E / 16.000°S 145.433°E | بحر المرجان               | مرورا عبر the جزر بحر المرجان, أستراليا |
| 16°0′S 167°11′E / 16.000°S 167.183°E | فانواتو                   | جزيرة Malakula |
| 16°0′S 167°23′E / 16.000°S 167.383°E | المحيط الهادئ             | بحر المرجان |
| 16°0′S 168°14′E / 16.000°S 168.233°E | فانواتو                   | Pentecost Island |
| 16°0′S 167°23′E / 16.000°S 167.383°E | المحيط الهادئ             | مرورا بشمال فانوا ليفو island, فيجي · مرورا بشمال Qelelevu island, فيجي · مرورا بجنوب Niuatoputapu island, تونغا · مرورا بجنوب موتو ون atoll, تاهيتي · مرورا بشمال توباي atoll, تاهيتي · مرورا بجنوب Makatea atoll, تاهيتي · مرورا بجنوب Kaukura atoll, تاهيتي · مرورا بشمال Niau atoll, تاهيتي |
| 16°0′S 145°58′W / 16.000°S 145.967°W | تاهيتي                    | مرورا عبر Toau atoll |
| 16°0′S 145°53′W / 16.000°S 145.883°W | المحيط الهادئ             | مرورا بشمال Fakarava atoll, تاهيتي · مرورا بجنوب Kauehi atoll, تاهيتي · مرورا بشمال Raraka atoll, تاهيتي |
| 16°0′S 142°26′W / 16.000°S 142.433°W | تاهيتي                    | مرورا عبر Raroia atoll |
| 16°0′S 142°19′W / 16.000°S 142.317°W | المحيط الهادئ             | مرورا بجنوب Takume atoll, تاهيتي · مرورا بجنوب Fangatau atoll, تاهيتي |
| 16°0′S 140°10′W / 16.000°S 140.167°W | تاهيتي                    | مرورا عبر Fakahina atoll |
| 16°0′S 140°6′W / 16.000°S 140.100°W  | المحيط الهادئ             | |
| 16°0′S 74°2′W / 16.000°S 74.033°W    | بيرو                      | The border with Bolivia is in بحيرة تيتيكاكا |
| 16°0′S 69°17′W / 16.000°S 69.283°W   | بوليفيا                   | |
| 16°0′S 60°11′W / 16.000°S 60.183°W   | البرازيل                  | ماتو غروسو غوياس القطاع الفدرالي - مرورا بجنوب برازيليا Goiás - لحوالي 18 km ميناس جرايس باهيا |
| 16°0′S 38°55′W / 16.000°S 38.917°W   | المحيط الأطلسي            | |
| 16°0′S 5°46′W / 16.000°S 5.767°W     | سانت هيلين                | جزيرة سانت هيلانة |
| 16°0′S 5°42′W / 16.000°S 5.700°W     | المحيط الأطلسي            | |